# دار رشم للنشر والتوزيع
دار رشم للنشر والتوزيع هي دار نشر سعودية يقع المقر الرئيسي لها في منطقة الحدود الشمالية، مدينة عرعر، أصدرت الدار العديد من المنشورات الأدبية والكتب والروايات العربية والمترجمة، كما شاركت في العديد من معارض الكتاب المحلية والدولية إلى جانب الجوائز العربية العالمية.

## تاريخ الدار
دار رشم تم تأسيسها رسمياً في المملكة العربية السعودية في منطقة الحدود الشمالية، في مدينة عرعر، وتخدم القضايا الأدبية والثقافية والسير والمذكرات والنقد والفكر. تضم دار رشم شبكة توزيع في المملكة بجانب الوكلاء في الدول الأخرى، وقد حازت رواية  تغريبة القافر  على الجائزة العالمية للرواية العربية لعام ٢٠٢٣ م للروائي العماني  زهران القاسمي  وأيضًا رواية «رواية خبز على طاولة الخال ميلاد» لعام 2022م، ودخول رواية حفرة إلى السماء للقائمة الطويلة لعام ٢٠٢١ م للكاتب الأستاذ  عبدالله آل عياف . 

## مجالات الدار
تتنوع إصدارات الدار وتغطي موضوعات مختلفة على رأسها الروايات العربية والمترجمة. وقد أصدرت الدار أعمال متنوعة في مجالات مختلفة منها:
| - الدراسات النقدية - المجموعات القصصية - الروايات - أدب ناشئة - علم النفس - الشعر والنصوص الأدبية - مجموعة أعمال لمهرجان أفلام السعودية |

## مساهمات ثقافية
تنشر دار رشم للعديد من الكتاب والأدباء العرب مثل:  زهران القاسمي  والفائز ب  الجائزة العالمية للرواية العربية  لعام ٢٠٢٣ بروايته  تغريبة القافر  الصادرة عن الدار، ومحمد النعاس والفائز بالجائزة العالمية للرواية العربية لعام 2022 بروايته خبز على طاولة الخال ميلاد الصادرة عن الدار.، عبد الله آل عياف والتي وصلت روايته الصادرة من دار رشم «حفرة إلى السماء» للقائمة الطويلة في الجائزة العالمية للرواية العربية لعام 2021، بالإضافة إلى العديد من الكتّاب المتميزين ك  أحمد بخيت  و  روضة الحاج  و  الدكتور صغير العنزي  و  الأستاذ مشاري الإبراهيم  وغيرهم من الكتاب السعوديين  والعرب ، كما تنشر دار رشم ترجمات بعض الكتب من كل اللغات العالمية.

## وصلات خارجية
- دار رشم للنشر والتوزيع
- https://arabicfiction.org/ar/node/2102